# OpenGEM
 (septembre 2020).
Si vous disposez d'ouvrages ou d'articles de référence ou si vous connaissez des sites web de qualité traitant du thème abordé ici, merci de compléter l'article en donnant les références utiles à sa vérifiabilité et en les liant à la section « Notes et références ».
OpenGEM est une interface utilisateur graphique non multitâche 16 bits pour DOS. Il s'agit d'une distribution basée sur FreeGEM qui inclut également des fonctionnalités de la version originale du GEM de Digital Research.
OpenGEM a été conçu pour fournir des logiciels de qualité commerciale pour les utilisateurs DOS et est destiné à fournir un système d'interface graphique et de fenêtrage pour FreeDOS.
OpenGEM a été développé par le site Web de Shane Land, et est un logiciel libre distribué sous les termes de la GNU General Public License (GPL). Depuis décembre 2009, le site Web « Shane Land » ne contient plus les téléchargements de OpenGEM. Les versions OpenGEM 3 à 6 peuvent être trouvées sur le site FreeDOS.

## Compatibilité
OpenGEM travaille avec FreeDOS Beta 9 et au-dessus, DR DOS 5 et au-dessus, MS-DOS 3.3 et au-dessus, IBM PC DOS 3.3 et au-dessus, et REAL/32, et DOSBox 0.65. OpenGEM fonctionnera sur les systèmes Windows 95, Windows 98, Windows 98SE, Windows ME, Windows NT, Windows 2000 et Windows XP, mais le système peut devenir instable, en particulier sous Windows 2000 et Windows XP. 